# Искусство Канады
Искусство Канады создавалось как её коренным населением, так и в XIX—XX веках прибывшими из Европы и других частей света иммигрантами и их потомками. Как правило, «Группа Семи», действовавшая в первой половине XX века, считается первым творческим объединением, представлявшим новое канадское искусство. До этого художники, творившие на территории Канады, находились под сильным влиянием британской, французской и американской художественных традиций. Современное канадское искусство представляет собой синтез различных художественных течений, привнесённых в страну носителями различных традиций.

## Искусство коренного населения

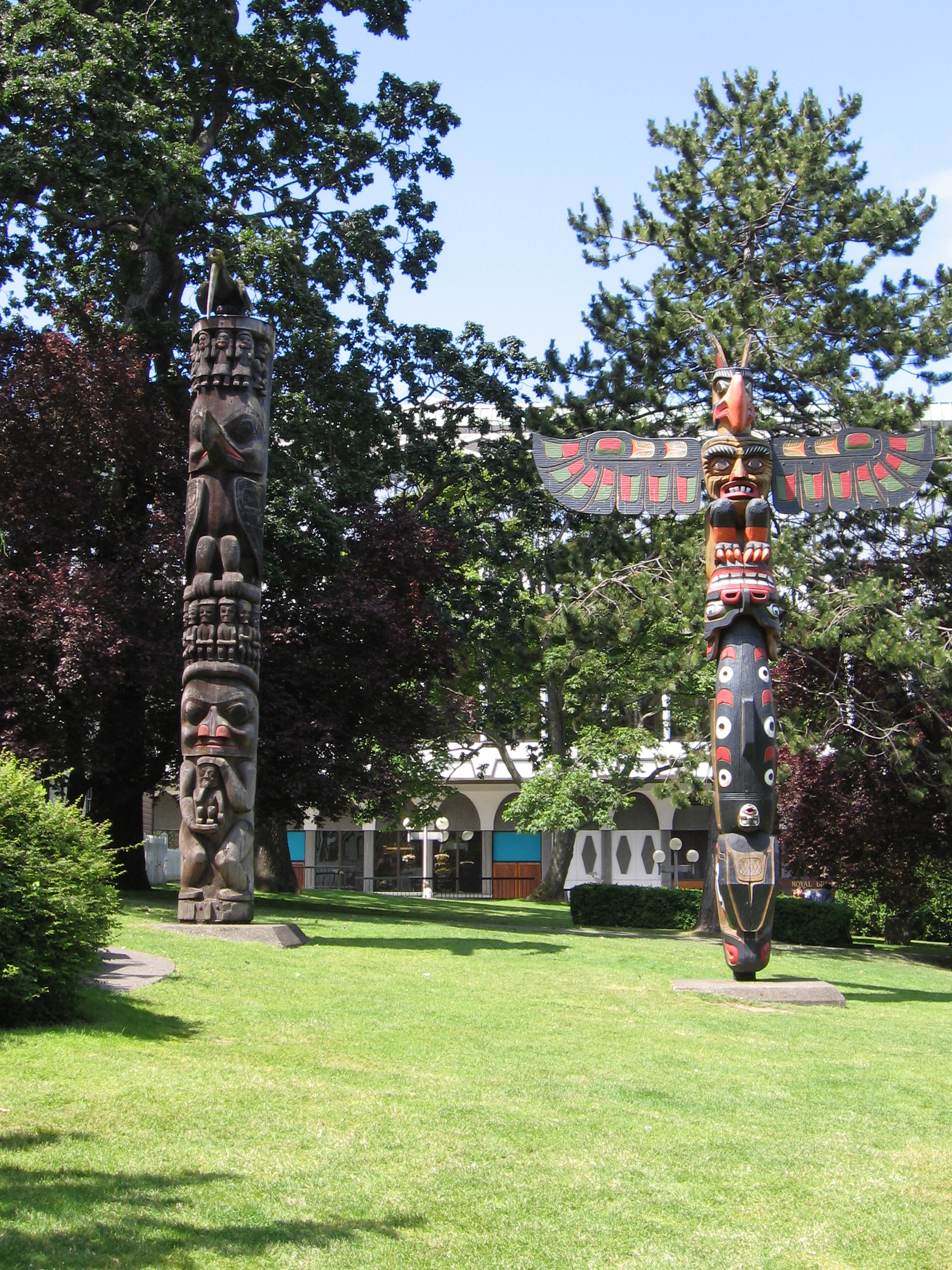
Тотемные столбы, Северо-западное побережье

В течение многих тысяч лет до прибытия европейских переселенцев и возникновения канадского государства, территория Канады была заселена индейскими и эскимосскими народами. Художественные традиции коренного населения Северной Америки (Канады и США) искусствоведы часто разбивают на языковые, культурные или территориальные группы. Наиболее крупные из них — индейцы Северо-западного побережья, индейцы Внутреннего Плато, индейцы Великих равнин, индейцы Вудленда, народы Арктики и народы Субарктики. Это деление является условным, и художественные традиции существенно различаются даже внутри групп. Одно из существенных различий между искусством коренного населения Северной Америки и европейским искусством состоит в том, что первое сосредоточено на движимых предметах и теле человека, тем самым практически игнорируя архитектуру. Кроме того, различие между видами искусства, традиционное для европейского искусства, часто не выполняется для искусства Северной Америки: так, маски ценны не только сами по себе, но играют существенную роль в церемониях и обрядах, тем самым будучи связанным с музыкой, танцами и рассказыванием историй.
Большинство дошедших до нас образцов искусства коренного населения были созданы уже после европейской колонизации. Многие из них несут следы явного влияния европейского искусства, или даже представляют собой синтез различных художественных традиций. Часто использованы материалы, недоступные коренному населению Северной Америки до колонизации, такие как металл и стекло. В XIX и первой половине XX века канадское правительство проводило активную политику ассимиляции коренного населения, основанных на Акте об индейцах 1876 года. Исповедование традиционной религии и проявления традиционных форм организации общества были запрещены. В частности, это означало запрет религиозных обрядов, таких как Пляска Солнца, и связанных с ними предметами искусства. Лишь в 1950-е и 1960-е годы индейские художники, например, Мунго Мартин, Билл Рид и Норвал Морриссо, стали возрождать художественные традиции, а в некоторых случаях и изобретать новые на месте утраченных. В настоящее время многие художники, принадлежащие к коренному населению Канады, работают в самых различных техниках. Так, Ребекка Белмор представляла Канаду на Венецианской биеннале в 2005 году.

## Искусство периода французской колонизации (1665—1759)

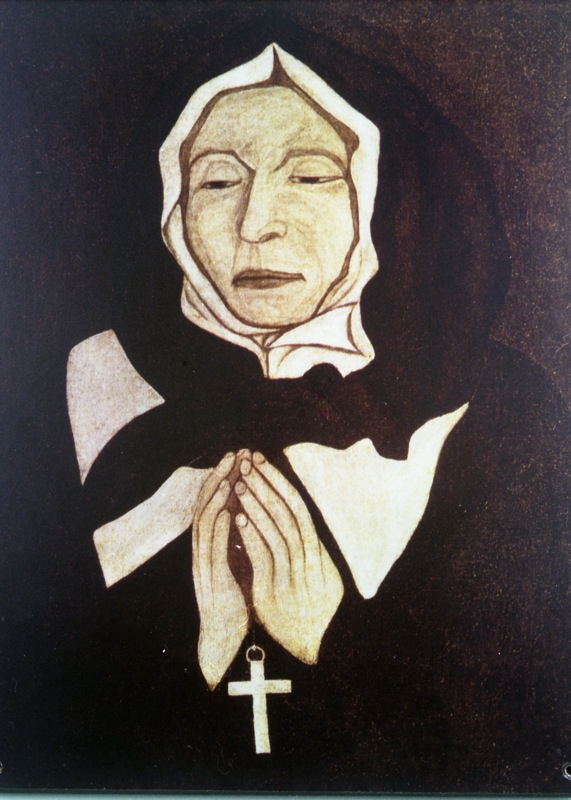
Пьер Лебер, портрет Маргерит Буржуа (1700)

У истоков европейского искусства в Канаде стояла католическая церковь. Первым художником Новой Франции считается Юг Помье, прибывший в Северную Америку из Франции в 1664 году и служивший священником в различных местах Квебека, а затем профессионально занявшийся живописью. Другим художником периода ранней колонизации был Клод Франсуа, известный как брат Люк. Для них обоих идеалом было искусство позднего Ренессанса, с религиозными сценами в обстановке, имитирующей классическую. Большинство художников этого периода не подписывали свои работы, что существенно затрудняет их атрибуцию.
К концу XVII века население Новой Франции существенно выросло, но территория попадала во всё большую изоляцию от Франции. Приток художников из Европы был невелик, а работу художникам в самой Новой Франции в основном обеспечивала церковь. На территории существовали две школы, в которых изучалось искусство. Наиболее значительным художником этого периода был Пьер Лебер из Монреаля. Он никогда не выезжал за пределы Новой Франции и предположительно был самоучкой.
Кроме творчества профессиональных художников, от периода Новой Франции сохранилось большое количество вотивных произведений (ex-voto), посвящённых какому-либо святому и выполненных художниками-любителями. Именно эти произведения дают нам возможность представить повседневную жизнь французской колонии XVII—XVIII веков.
В тот же период Ньюфаундленд и Новая Шотландия находились под британским управлением. Искусство этих провинций было существенно менее развито, чем в Квебеке, что в основном объяснялось позицией англиканской церкви, не заинтересованной в украшении церковных зданий и не предоставлявшей работы художникам. Большинство художественных произведений этого периода связано с деятельностью заезжих иностранных художников.

## Искусство периода английской колонизации (1759—1867)

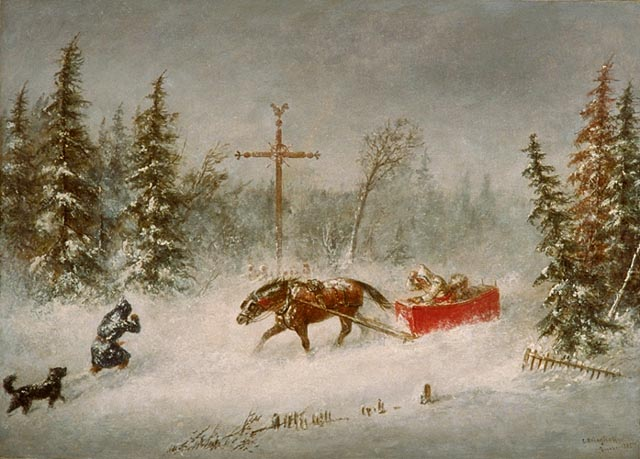
Корнелиус Кригхофф, Метель (1857), Национальная галерея Канады, Оттава

Развитие канадского искусства в период английской колонизации парадоксальным образом связано с размещением в ней после Семилетней войны английских войск. Во-первых, в обязанности военных входило снятие видов местности, так как фотографии, которая сейчас используется для этого, не существовало. Во-вторых, солдаты, у которых после войны было много свободного времени, часто рисовали окружающие их пейзажи и коренное население, так как эти работы можно было продать в Европе как экзотические. Томас Дэвис известен своими батальными сценами, в том числе взятия Монреаля и крепости Луисбург. Иммигрировавший в Канаду шотландец Джордж Хэриот создал серию акватинт, изображающую пейзажи Канады. Форшо Дэй также известен своими пейзажами.
В конце XVIII века подъём экономики Канады привёл к росту заказов художникам со стороны церкви и властей, что, в свою очередь, создало условия для расцвета искусства. Для этого периода, в частности, характерно развитие портретной живописи. Франсуа Беллерже учился в Лондоне и Париже, затем вернулся в Монреаль и работал в стиле неоклассицизма. После Великой французской революции и наполеоновских войн связи с Францией оказались прерванными, и развитие канадского искусства шло независимо. К наиболее значительным именам этого периода принадлежат иммигрант из Германии портретист Уильям Берси, пейзажист Жозеф Легаре и его ученик Антуан Пламондон, пейзажист и мастер жанровой живописи Корнелиус Кригхофф, часто считающийся самым популярным канадским художником XIX века, а также самоучка Пол Кейн, известный своими портретами и изображениями индейцев.
При этом канадское искусство, бывшее фактически изолированным, являлось глубоко провинциальным и существенно отставало от новейших европейских художественных веяний.

## Конец XIX и начало XX века

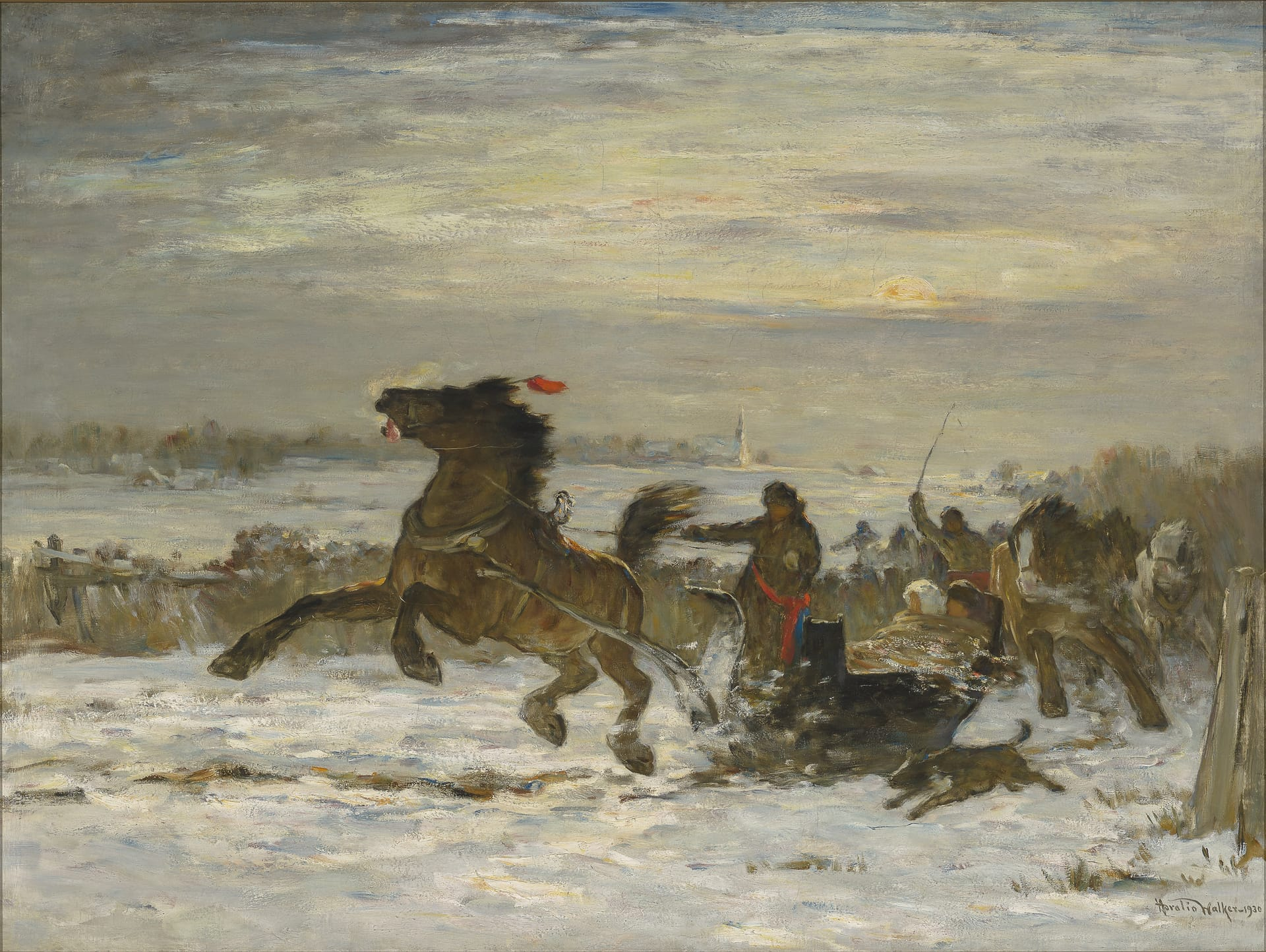
Хорейшио Уокер, Канадская ночь (1930), Музей изящных искусств Квебека

После превращения Канады в доминион ведущим художественным стилем продолжал оставаться романтизм. В 1870 году было образовано Канадское художественное общество (англ. Canadian Society of Artists), первая организация, отражавшая новые политические реалии. Группа объединяла художников различного происхождения, говорящих как по-английски, так и по-французски, но не работавших в единой манере, и группа не ставила своей задачей утверждение какого-либо художественного стиля. Наиболее заметным художником в её составе был Фредерик Марлетт Белл-Смит.
В конце XIX века в канадской живописи стал всё более заметен реализм, происходивший из Барбизонской школы живописи. Основными его представителями в Канаде стали Хомер Уотсон и Хорейшио Уокер.

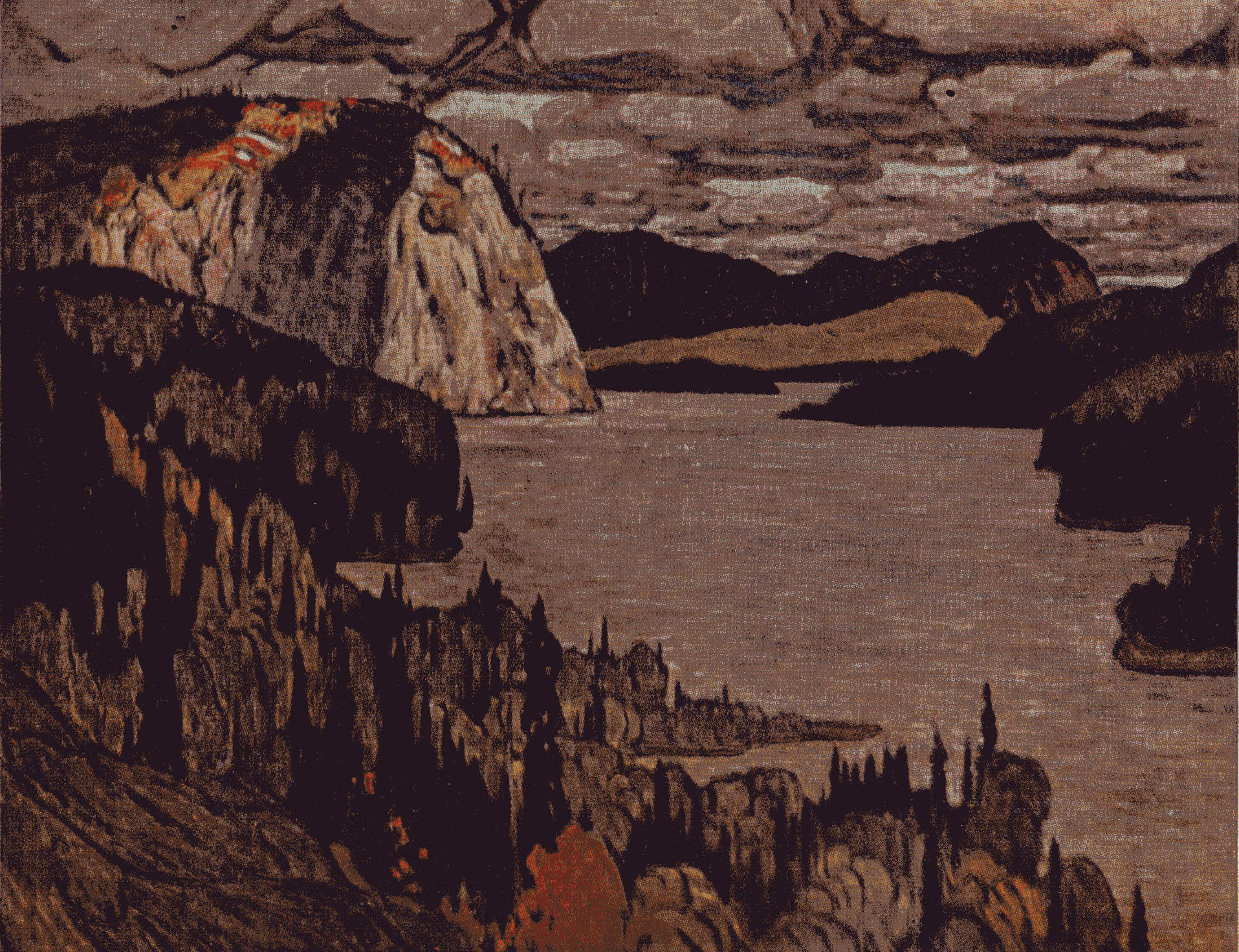
Джеймс Эдуард Хенри Макдональд, Величественная страна (1920)

Существенный поворот в канадском искусстве наступил в 1910-х годах, когда группа художников (семь из которых позже формально создали объединение «Группа семи») обратились к изображению канадского пейзажа. Это было первое объединение канадских художников, имевшее своей целью выработку единого стиля и занимавшееся поисками канадской идентичности. Влияние группы было столь велико, что к 1930-м годам она уже не нуждалась в формальном существовании и была распущена, а в 1932 году вместо неё была создана более широкая Канадская группа живописцев (англ. Canadian Group of Painters). Основателями Группы семи были Франклин Кармайкл, Лорен Харрис, Александер Янг Джексон, Франк Джонстон, Артур Лисмер, Джеймс Эдуард Херви Макдональд и Фредерик Варли. Были близки к группе, но не входили в неё Том Томсон и Эмили Карр.
В Монреале в 1920—1922 годах существовала Группа «Бивер Холл», образовавшаяся в основном из учеников Уильяма Бримнера. В неё входили преимущественно женщины, среди прочих Кэтлин Моррис, Сара Робертсон, Пруденс Хьюард, Энн Сэвидж и Лилиас Торренс Ньютон. Группа распалась из-за финансовых трудностей, но её члены продолжили свой путь в мире искусства.
В конце 1920-х годов в Канаде появилось абстрактное искусство, основоположниками которого были Кэтлин Манн и Бертрам Брукер. Они рассматривали абстрактное искусство как способ познания собственной души на основе символизма и мистицизма. В 1930-е годы, после формального роспуска Группы Семи, Лорен Харрис также начал экспериментировать с абстрактными формами и концептуальными темами. Эти художники имели существенное влияние на следующее поколение канадских художников, и абстрактное искусство широко распространилось в Канаде в послевоенные годы. Было создано несколько объединений художников, развивавших нефигуративные направления искусства.
В 1938 году в Монреале была основана Восточная группа художников (англ. Eastern Group of Painters), провозгласившая своей целью искусство для искусства. Она была основана не на националистических (как Группа Семи), а на эстетических принципах. Наиболее известными членами группы были Александр Беркович, Гудридж Робертс, Эрик Голдберг, Джек Уэлдон Хампри, Джон Гудвин Лайман и Джори Смит. Группа оказалась также привлекательной для художников Квебека, которые не были тронуты национальной идеей Группы Семи, базировавшейся в Онтарио.
В 1930-е годы в Канаде также получили развитие различные регионалистские течения. Так, Эмили Карр известна, среди прочего, своими пейзажами Британской Колумбии. В это же время работали пейзажисты Дэвид Милн и Уильям Курелек.

## Искусство после Второй мировой войны
После Второй мировой войны в Канаде полностью доминирует нефигуративное искусство. После войны были выделены существенные правительственные субсидии на развитие искусства, что привело к возникновению большого количества художественных объединений, наиболее известные из которых — Les Automatistes (основанная Полем-Эмилем Бордуа и находившаяся под влиянием сюрреализма), Regina Five и Painters Eleven (абстракционизм). По всей стране стали возникать художественные школы и училища. В скульптуре получило значительное влияние эскимосское искусство, в первую очередь резьба по кости.
В 1960-е годы получило развитие мультимедийное искусство, одним из представителей которого был Майкл Сноу.